# La Chapelle-Moutils
La Chapelle-Moutils – miejscowość i gmina we Francji, w regionie Île-de-France, w departamencie Sekwana i Marna.
Według danych na rok 1990 gminę zamieszkiwało 280 osób, a gęstość zaludnienia wynosiła 15 osób/km² (wśród 1287 gmin regionu Île-de-France La Chapelle-Moutils plasuje się na 937. miejscu pod względem liczby ludności, natomiast pod względem powierzchni na miejscu 96.).